# Wereldkampioenschappen schaatsen allround 2002
Het wereldkampioenschappen schaatsen allround 2002 werd op 15, 16 en 17 maart 2002 in Thialf te Heerenveen gehouden.
Titelverdedigers waren de Wereldkampioenen van 2001 in Boedapest. Op Városligeti Müjégpálya werden de Duitse Anni Friesinger en de Nederlander Rintje Ritsma kampioen.
De Duitse Anni Friesinger en de Nederlander Jochem Uytdehaage werden wereldkampioen.

## Mannentoernooi
Net als in 2001 mocht Nederland maar drie schaatsers afvaardigen. Ritsma plaatste zich niet voor het WK. Gianni Romme werd gediskwalificeerd vanwege een niet-reglementaire wissel op de 1500 meter. De "schaatsbelg" Bart Veldkamp werd negende.

## Vrouwentoernooi
Vierentwintig schaatssters, 14 uit Europa Duitsland (4), Nederland (4), Rusland  (4), Oostenrijk (1) en Noorwegen  (1), 5 uit Noord-Amerika & Oceanië (Canada (2) en de Verenigde Staten (3), 5 uit Azië (Japan (4) en Kazachstan (1), namen eraan deel. Zes rijdsters debuteerden dit jaar.
Anni Friesinger prolongeerde haar wereldtitel van 2001, zij werd daarmee de elfde vrouw die dit lukte. De tweede plaats werd door Cindy Klassen veroverd en was daarmee de tweede Canadese vrouw die bij de huldiging op het erepodium stond na Sylvia Burka die in 1976 eerste en in 1979 derde werd. Claudia Pechstein werd derde en stond met haar tiende deelname voor de zevende opeenvolgende jaar op het erepodium, zij was hiermee de vijfde vrouw die dit bereikte na Tamara Rilova, Stien Kaiser, Karin Enke en Gunda Niemann.
De Nederlandse afvaardiging bestond dit jaar uit vier vrouwen, Renate Groenewold (6e), Tonny de Jong (7e) en de beide debutanten Marja Vis (9e) en Wieteke Cramer (21e).
Emese Hunyady (11e plaats) reed dit jaar haar zeventiende WK Allroundtoernooi en was daarmee de eerste vrouw die dit aantal bereikte.

## Eindklassement

### Mannen
| Rang   | Schaatser           | Land             | Punten     | 500m       | 5000m        | 1500m        | 10.000m       |
| ------ | ------------------- | ---------------- | ---------- | ---------- | ------------ | ------------ | ------------- |
| Goud   | Jochem Uytdehaage   | Nederland        | 152,482 WR | 36,59 (5)  | 6.30,27 (1)  | 1.49,51 (4)  | 13.27,25 (1)  |
| Zilver | Dmitri Sjepel       | Rusland          | 153,116    | 36,39 (1)  | 6.34,23 (5)  | 1.48,44 (1)  | 13.43,14 (6)  |
| Brons  | Derek Parra         | Verenigde Staten | 153,661    | 36,47 (3)  | 6.35,70 (7)  | 1.48,56 (2)  | 13.48,71 (7)  |
| 4      | Carl Verheijen      | Nederland        | 154,551    | 37,74 (18) | 6.32,50 (3)  | 1.50,54 (11) | 13.34,30 (2)  |
| 5      | Dustin Molicki      | Canada           | 155,202    | 36,99 (11) | 6.40,98 (10) | 1.49,49 (3)  | 13.52,36 (9)  |
| 6      | Paweł Zygmunt       | Polen            | 155,216    | 37,92 (21) | 6.35,31 (6)  | 1.51,02 (12) | 13.35,18 (3)  |
| 7      | Roberto Sighel      | Italië           | 155,462    | 36,93 (10) | 6.43,13 (12) | 1.49,89 (7)  | 13.51,79 (8)  |
| 8      | Keiji Shirahata     | Japan            | 155,555    | 37,55 (17) | 6.39,01 (8)  | 1.51,42 (15) | 13.39,29 (5)  |
| 9      | Bart Veldkamp       | België           | 155,826    | 38,35 (22) | 6.33,30 (4)  | 1.51,91 (19) | 13.36,86 (4)  |
| 10     | Jevgeni Lalenkov    | Rusland          | 156,372    | 36,50 (4)  | 6.49,45 (17) | 1.49,70 (6)  | 14.07,22 (11) |
| 11     | Petter Andersen     | Noorwegen        | 157,457    | 36,39 (1)  | 6.51,00 (21) | 1.50,33 (9)  | 14.23,82 (12) |
| 12     | Eskil Ervik         | Noorwegen        | 158,826    | 39,81 (24) | 6.39,17 (9)  | 1.52,02 (20) | 13.55,19 (10) |
| NC13   | Takahiro Ushiyama   | Japan            | 114,334    | 36,75 (6)  | 6.48,41 (16) | 1.50,23 (8)  |               |
| NC14   | JP Shilling         | Verenigde Staten | 114,380    | 36,90 (9)  | 6.49,54 (18) | 1.49,58 (5)  |               |
| NC15   | Steven Elm          | Canada           | 114,884    | 37,30 (13) | 6.48,01 (15) | 1.50,35 (10) |               |
| NC16   | Radik Biktsjentajev | Kazachstan       | 115,013    | 37,43 (15) | 6.45,43 (13) | 1.51,12 (13) |               |
| NC17   | Kevin Marshall      | Canada           | 115,522    | 36,83 (7)  | 6.56,46 (23) | 1.51,14 (14) |               |
| NC18   | Jan Friesinger      | Duitsland        | 115,576    | 37,43 (15) | 6.49,76 (19) | 1.51,51 (16) |               |
| NC19   | Sergej Tsibenko     | Kazachstan       | 115,857    | 36,83 (7)  | 6.57,57 (24) | 1.51,81 (18) |               |
| NC20   | Jamie Ivey          | Canada           | 115,958    | 37,40 (14) | 6.51,65 (22) | 1.52,18 (21) |               |
| NC21   | Jondon Trevena      | Verenigde Staten | 115,982    | 37,75 (19) | 6.50,62 (20) | 1.51,51 (16) |               |
| NC22   | Johan Röjler        | Zweden           | 116,907    | 37,90 (20) | 6.45,91 (14) | 1.55,25 (23) |               |
| NC23   | Toshihiko Itokawa   | Japan            | 116,980    | 38,96 (23) | 6.41,70 (11) | 1.53,55 (22) |               |
| DQ3    | Gianni Romme        | Nederland        | 112,293    | 37,11 (12) | 6.30,40 (2)  | 1.48,34 (DQ) |               |

### Vrouwen
| Rang   | Schaatsster          | Land             | Punten  | 500m       | 3000m        | 1500m        | 5000m        |
| ------ | -------------------- | ---------------- | ------- | ---------- | ------------ | ------------ | ------------ |
| Goud   | Anni Friesinger      | Duitsland        | 162,260 | 39,45 (3)  | 4.08,02 (1)  | 1.56,43 (1)  | 7.06,64 (3)  |
| Zilver | Cindy Klassen        | Canada           | 162,472 | 39,16 (2)  | 4.11,20 (3)  | 1.56,88 (2)  | 7.04,86 (2)  |
| Brons  | Claudia Pechstein    | Duitsland        | 163,114 | 39,92 (6)  | 4.09,32 (2)  | 1.58,53 (4)  | 7.01,31 (1)  |
| 4      | Jennifer Rodriguez   | Verenigde Staten | 163,735 | 38,59 (1)  | 4.11,84 (6)  | 1.57,71 (3)  | 7.19,36 (11) |
| 5      | Varvara Barysjeva    | Rusland          | 164,805 | 39,71 (5)  | 4.11, 60 (5) | 2.00,10 (9)  | 7.11,29 (5)  |
| 6      | Renate Groenewold    | Nederland        | 165,295 | 40,69 (9)  | 4.12,15 (7)  | 1.58,81 (5)  | 7.09,77 (4)  |
| 7      | Tonny de Jong        | Nederland        | 165,417 | 39,65 (4)  | 4.15,34 (11) | 1.59,75 (8)  | 7.12,95 (7)  |
| 8      | Maki Tabata          | Japan            | 165,489 | 39,92 (6)  | 4.13,29 (8)  | 1.59,06 (7)  | 7.16,68 (10) |
| 9      | Marja Vis            | Nederland        | 165,754 | 40,78 (11) | 4.11,45 (4)  | 1.58,93 (6)  | 7.14,23 (9)  |
| 10     | Nami Nemoto          | Japan            | 167,970 | 41,29 (18) | 4.15,04 (9)  | 2.02,41 (12) | 7.13,71 (8)  |
| 11     | Emese Hunyady        | Oostenrijk       | 168,043 | 40,24 (8)  | 4.19,38 (16) | 2.00,46 (10) | 7.24,20 (12) |
| 12     | Svetlana Vysokova    | Rusland          | 168,087 | 41,27 (17) | 4.15,17 (10) | 2.03,10 (19) | 7.12,56 (6)  |
| NC13   | Daniela Anschütz     | Duitsland        | 124,963 | 40,96 (13) | 4.18,06 (14) | 2.02,98 (18) |              |
| NC14   | Ann Driscoll         | Verenigde Staten | 125,136 | 40,69 (9)  | 4.20,90 (20) | 2.02,89 (17) |              |
| NC15   | Valentina Jaksjina   | Rusland          | 125,321 | 41,80 (22) | 4.16,41 (12) | 2.02,36 (11) |              |
| NC16   | Kristina Groves      | Canada           | 125,469 | 41,84 (23) | 4.16,58 (13) | 2.02,60 (13) |              |
| NC17   | Lucille Opitz        | Duitsland        | 125,490 | 41,08 (14) | 4.21,00 (21) | 2.02,73 (14) |              |
| NC18   | Anette Tønsberg      | Noorwegen        | 125,508 | 41,54 (20) | 4.18,33 (15) | 2.02,74 (15) |              |
| NC19   | Ljoedmila Prokasjeva | Kazachstan       | 125,746 | 41,23 (16) | 4.20,24 (19) | 2.03,43 (21) |              |
| NC20   | Eriko Ishino         | Japan            | 126,032 | 41,15 (15) | 4.23,62 (23) | 2.02,84 (16) |              |
| NC21   | Wieteke Cramer       | Nederland        | 126,174 | 40,87 (12) | 4.25,15 (24) | 2.03,34 (20) |              |
| NC22   | Eriko Seo            | Japan            | 126,368 | 41,37 (19) | 4.20,13 (18) | 2.04,93 (23) |              |
| NC23   | Catherine Raney      | Verenigde Staten | 126,743 | 42,00 (24) | 4.20,10 (17) | 2.04,18 (22) |              |
| NC24   | Tatjana Sjatsjkova   | Rusland          | 127,298 | 41,73 (21) | 4.23,31 (22) | 2.05,05 (24) |              |

* = met val
NC = niet gekwalificeerd
NF = niet gefinisht
NS = niet gestart
DQ = gediskwalificeerd
Vet gezet = kampioenschapsrecord